# Floating-Body-Effekt

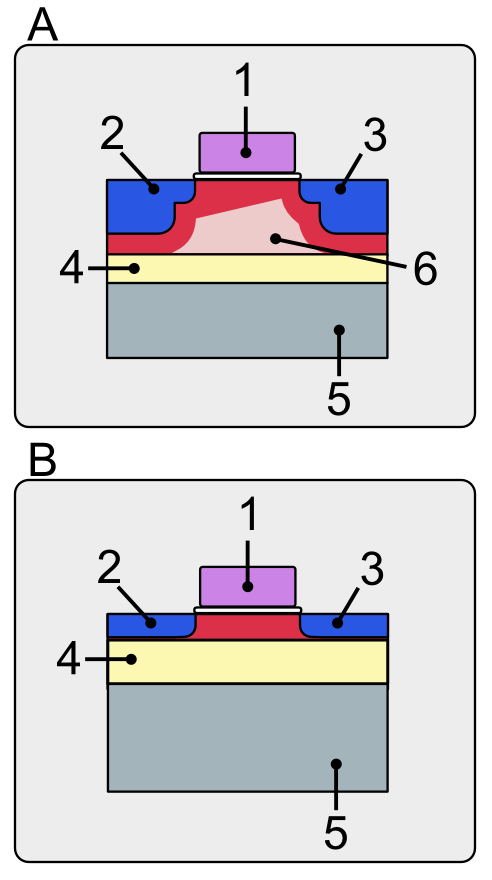
MOS-FET-Gate mit silicon-on-insulator-(SOI)-Technologie: A) teilweise verarmt, B.) vollständig verarmt).
Legende: 1. Gate-Elektrode, 2. Source, 3. Drain, 4. Isolator, z. B. Siliziumdioxid, 5. Substrat, 6. Body/Bulk

Der Floating-Body-Effekt (FBE) ist in der Halbleiterschaltungstechnik der Effekt der Abhängigkeit des elektrischen Body-Potentials eines mit der Silicon-on-Insulator-Technologie realisierten Transistors von der Geschichte seiner (elektrischen) Vorspannung und den Ladungsträger-Rekombinationsprozessen. Der Body des Transistors bildet einen Kondensator gegen das isolierte Substrat. Die Ladung sammelt sich auf diesem Kondensator an und kann nachteilige Auswirkungen haben, z. B. das Öffnen von parasitären Transistoren in der Struktur und die Entstehung von Leckströmen im Aus-Zustand, was zu einem höheren Stromverbrauch und im Falle von DRAM zum Verlust von Informationen aus den Speicherzellen führt. Er verursacht auch den sogenannten history effect (engl.), die Abhängigkeit der Schwellenspannung des Transistors von seinen vorherigen Zuständen. In analogen Bauelementen ist der Floating-Body-Effekt als kink effect (engl.) bekannt.
Eine Gegenmaßnahme zum Floating-Body-Effekt ist die Verwendung von vollständig verarmten Bauelementen (englisch fully depleted device, FD devices). Die Isolatorschicht in FD-Bauelementen ist wesentlich dünner als die Kanalverarmungsbreite. Die Ladung und damit auch das Body-Potenzial der Transistoren ist daher fest. Allerdings wird der Kurzkanaleffekt in FD-Bauelementen verschlimmert, der Body kann sich immer noch aufladen, wenn sowohl Source als auch Drain hoch sind, und die Architektur ist für einige analoge Bauelemente, die einen Kontakt mit dem Body erfordern, ungeeignet. Die hybride Grabenisolation ist ein weiterer Ansatz.
Während der Floating-Body-Effekt bei SOI-DRAM-Chips ein Problem darstellt, wird er bei Z-RAM- und T-RAM-Technologien als grundlegendes Prinzip ausgenutzt. Aus diesem Grund wird der Effekt im Zusammenhang mit diesen Technologien manchmal auch als „Cinderella“-Effekt bezeichnet, da er einen Nachteil in einen Vorteil umwandelt. AMD und SK Hynix haben Z-RAM lizenziert, aber bis 2008 noch nicht in Produktion genommen.  Eine weitere ähnliche Technologie (und ein Konkurrent von Z-RAM), die bei Toshiba entwickelt und bei Intel verfeinert wurde, ist Floating Body Cell (FBC).